# Lala Mustafa Paša
Lala Mustafa Paša (turško Lala Mustafa Paşa) je bil general in veliki vezir Osmanskega cesarstva, po poreklu iz Bosanskega sandžaka, * okoli 1500,  † 7. avgust 1580. 

## Življenje
Rojen je bil okoli leta 1500 blizu Glasinca na planoti Sokolac v Bosni v krščanski družini Sokolović. Imel je mlajšega brata Deli Husrev Pašo, ki mu je očitno pomagal, da se je hitreje vzpenjal v osmanski vojaški hierarhiji. 
Mustafa Paša je leta 1549 na kratko služil kot kajmakam (vršilec dolžnosti guvernerja) Egiptovskega ejaleta. Zatem se je povzpel na položaj beglerbega Damaska in nato na položaj petega vezirja. 
Častni naziv "Lala" pomeni "sultanov učitelj". Bil je namreč učitelj sinov sultana Sulejmana Veličastnega, vključno s princem Bajazidom. Bil je v dolgoletnem sporu s svojim bratrancem Mehmed Pašo Sokolovićem.
Poveljeval je osmanskim kopenskim silam med osvajanjem beneškega Cipra v letih 1570/1571 in na  pohodu proti Gruziji in Perziji leta 1578. Med pohodom na Ciper je Lala Mustafa Paša, znan po svoji okrutnosti do poraženih nasprotnikov, ukazal beneškega poveljnika Famaguste Marka Antonia Bragadina živega odreti, druge beneške vojaške častnike pa usmrtiti, čeprav jim je zagotovil varen prehod po predaji mesta.
S poroko s Hümaşah Sultan, edino hčerko Şehzade Mehmeda, sina Sulejmana Veličastnega in njegove žene Hürrem Sultan, je postal damat (zet) cesarske družine. Z njo je imel sina Sultanzade Abdulbaki Bega.
Na stara leta je 28. aprila 1580 na položaju velikega vezirja nasledil Semiz Ahmed Pašo. Veliki vezir je bil do svoje smrti samo tri mesece kasneje. Pokopan je na dvorišču mošeje Abu Ajuba al-Ansarija v Istanbulu. Njegovo grobnico je zasnoval osmanski arhitekt Mimar Sinan. 

## Smrt
Lala Mustafa Paša je umrl leta 1580 v Konstantinoplu zaradi starosti ali srčne kapi. Na položaju velikega vezirja ga je nasledil slavni Albanec Kodža Sinan Paša. 

## Otroci
Lala Mustafa Paša je bil drugi mož osmanske princese Himašah Sultan, hčerke princa Mehmeda in vnukinje Sulejmana Veličastnega in Hirem Sultan. Z njo se je poročil 25. avugusta 1575 in imel sina 
- Sultanzade Abdulbaki Bega, poročenega s Safije Hanimsultan, hčerko materine sestrične Ismihan Sultan, hčerke sultana Selima II. in Nurbanu Sultan.

## Zapuščina
Po njem se imenujejo ulice v več mestih, vključno z Larnako na Cipru. 
Njegova invazija in brutalno ravnanje z beneškimi poveljniki na Cipru je spodbudila papeža Pij V., da je organiziral rimskokatoliško koalicijo proti Osmanom, kar se je sprevrglo v zmagovito pomorsko bitko pri Lepantu leta 1571. 